# Contopus
A Contopus a madarak (Aves) osztályának verébalakúak (Passeriformes) rendjébe és a királygébicsfélék (Tyrannidae) családjába tartozó nem.

## Rendszerezésük
A nemet Jean Cabanis német ornitológus írta le 1855-ben, az alábbi fajok tartozik ide:
- Contopus cooperi
- hegyi pivi (Contopus ochraceus)
- Contopus pertinax
- sötét pivi (Contopus lugubris)
- Contopus fumigatus
- jamaicai pivi (Contopus pallidus)
- Contopus punensis[1] vagy Contopus cinereus punensis[2]
- fehértorkú pivi (Contopus albogularis)
- Contopus nigrescens
- trópusi pivi (Contopus cinereus)
- nyugati pivi (Contopus sordidulus)
- Contopus bogotensis[1] vagy Contopus cinereus bogotensis[2]
- Contopus virens
- kis-antillai pivi (Contopus latirostris)
- kubai pivi (Contopus caribaeus)
- hispaniolai pivi (Contopus hispaniolensis)

## Előfordulásuk
Amerika területén honosak. A természetes élőhelyük erdők és cserjések.

## Megjelenésük
Testhossza 13-20 centiméter körüli.

## Életmódjuk
Főleg rovarokkal táplálkoznak.